# Токарев, Гавриил Николаевич
Гавриил Николаевич Токарев (1835—1891) — офицер Российского императорского флота, участник обороны Петропавловска, совершил кругосветное плавание на фрегате «Аврора», старший адъютант Главного Морского штаба, контр-адмирал.

## Биография
Токарев Гавриил Николаевич родился 31 июля 1835 года. 17 июля 1848 года поступил в Морской корпус кадетом. 17 августа 1852 года произведён в гардемарины.
В 1853—1854 годах на фрегате «Аврора» под командованием капитан-лейтенанта Ивана Николаевича Изыльметьева совершил кругосветное плавание из Кронштадта на Камчатку.
Участие в Петропавловской обороне

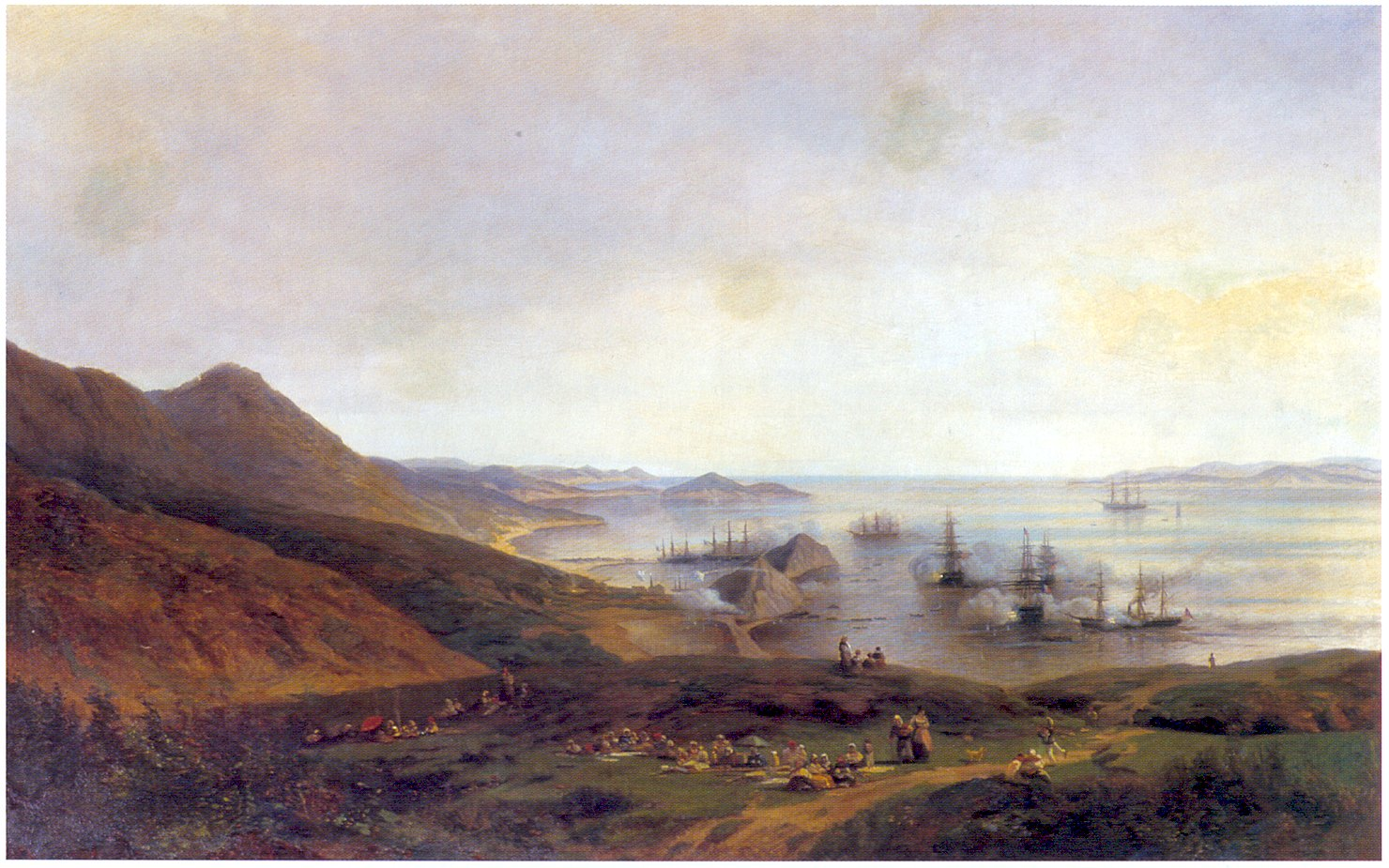
Оборона Петропавловска
(картина кисти А. П. Боголюбова)

В августе 1854 года гардемарин Гаврила Токарев, как и другие члены экипажа фрегата «Аврора», принимал участие в обороне Петропавловска от англо-французской эскадры в ходе Восточной войны 1853—1856 годов.
28 июля, по приказу Главного командира, гардемарин Токарев был назначен помощником командира батареи № 4 мичмана В. И. Попова. Батарея размещалась на возвышенности Красный Яр южнее Петропавловска. В начале августа на батарее были установлены три длинные 24-х фунтового калибра орудия с фрегата «Аврора». 20 августа, в день первой бомбардировки порта, батарея приняла бой — обстреливая корабли и десант неприятеля. Под непрерывным обстрелом противника, батарея произвела 34 метких выстрела по неприятельским судам. После того, как батарея была разбита огнём трёх неприятельских фрегатов, команда по приказу Попова заклепала орудия и под сильным пушечным огнём неприятеля отошла к стрелковой партии мичмана Михайлова, откуда продолжила огонь по неприятельскому десанту, заставив его вернуться на гребные суда. Гардемарин Токарев позже писал в своем дневнике: «Тут уж ничего не было видно. Все застлано было дымом; помню только, что свист ядер не переставал над нашими головами … Кланялись сперва ядрам, потом сделалось все равно. Всеми овладела неимоверная злоба». Батарея Попова мужественно выдержала бой, не потеряв ни одного человека из своей команды. Гардемарин Г. Н. Токарев затем перешёл на батарею № 2, где командиром был лейтенант князь Д. П. Максутов.
Командир фрегата «Аврора» в своем рапорте сообщал: «… Гаврило Токарев −20 августа находился на батарее № 4. По свидетельству батарейного командира мичмана Попова во время бомбардирования этого укрепления, так и во время военных действий вёл себя мужественно как следует воину». 24 августа гардемарин Г. Н. Токарев был послан в дозор.
28 апреля 1854 года был произведён в мичманы и награждён знаком отличия Военного ордена.
В 1855 году на фрегате «Аврора» в составе Камчатской флотилии Г. Н. Токарев перешёл в залив Де-Кастри, где в начале мая участвовал в перестрелке с англо-французскими неприятельскими судами, после чего фрегат «Аврора» тайным от неприятеля фарватером вошёл в Амурский лиман. С 24 августа по 18 сентября был в экспедиции для проводки американского барка «Памлета». Был награждён орденом Святого Станислава 3 степени и в 1856—1857 годах на том же фрегате перешёл на Балтику.
Мичман Токарев после возвращения в Кронштадт написал ряд статей о кругосветном плавании и обороне Петропавловска. В 1855 году в журнале «Морской сборник» была опубликована его статья «Подробности о кончине князя Максутова». В 1863 году в газете «Кронштадский вестник» появилась статья «Петропавловское дело». В 1914 году, уже после смерти автора, вышла в свет брошюра «Описание плавания фрегата „Аврора“ в 1853, 1854, 1855, 1856 и 1857 гг».
23 сентября 1858 года был прикомандирован к инспекторскому департаменту Морского министерства. В 1859 году переведён в 23 флотский экипажи. 17 октября 1860 года был произведён в лейтенанты. В 1860—1862 годах на фрегате «Олег» перешёл из Кронштадта в Средиземное море, где был назначен для прохождения службы на фрегат «Генерал-адмирал». В 1862 году был награждён орденом Святой Анны 3 степени. В 1863 году на фрегате «Генерал-адмирал» плавал в Балтийском море у Либавы, а затем к берегам Англии для сопровождения в Кронштадт построенного там броненосца «Первенец». С 1864 года служил старшим офицером на броненосной башенной лодке «Броненосец», плавал в финляндских шхерах и в Балтийском море. В 1865 году был награждён орденом Святого Станислава 2 степени.
7 апреля 1866 года был прикомандирован к инспекторскому департаменту Морского ведомства. 21 октября 1867 года назначен адъютантом того же департамента. В 1868 году получил датский орден Данеброга. 1 января 1870 года произведён в капитан-лейтенанты и награждён орденом Святого Станислава 2 степени с императорскою короной.
Состоял членом комиссий Морского ведомства: по рассмотрению им же составленного проекта «Положения о довольствии команд Морского ведомства по части обмундирования и амуниции» (1871 год), "Положения об управлении хозяйственною частью в экипажах (1874 год), Правил о формах одежды нижних чинов (1880 год), по пересмотру Устава береговой службы для флота, по составлению правил о караулах и т. п. (1882—1885 годы) .
В 1873 году награждён орденом Святой Анны 2 степени, 1 января 1878 года произведён в капитаны 2 ранга. В 1880 году награждён за выслугу 25 лет в офицерских чинах орденом Святого Владимира 4 степени с бантом. 30 августа 1882 года произведён в капитаны 1 ранга и получил французский орден Почётного Легиона (офицерский крест). 1 января 1886 года назначен старшим адъютантом Главного Морского штаба. В 1889 году награждён орденом Святого Владимира 3 степени. 18 июня того же года произведён в контр-адмиралы с увольнением от службы.
Умер Токарев Гавриил Николаевич 13 сентября 1891 года.

## Награды
Российской империи
- знак отличия Военного ордена
- орден Святого Станислава 3 степени (1855)
- орден Святой Анны 3 степени (1862)
- орден Святого Станислава 2 степени (1865)
- орден Святого Станислава 2 степени с императорскою короной (1868)
- орден Святой Анны 2 степени (1873)
- орден Святого Владимира 4 степени с бантом (1880, за выслугу 25 лет в офицерских чинах)
- орден Святого Владимира 3 степени(1889).

Иностранные
- орден Данеброг (1868, Дания)
- орден Почётного Легиона — офицерский крест (1882, Франция).